# Renard II de Sens
Renard II de Sens dit le Mauvais ou Raynard II ou Renaud II († 1055) est le quatrième et dernier comte de Sens de la dynastie des Fromonides au XIe siècle. Il succède à son père Fromond II, à la tête du comté de Sens en 1012 et le dirige trois ans jusqu'à la prise de la ville de Sens par les troupes royales de Robert II le Pieux qui rattache de manière définitive le comté au domaine royal. Renard II garde cependant par traité l'usufruit du comté jusqu'à sa mort en 1055.

## Famille
Il est le fils de Fromond II comte de Sens ; et de Gerberge de Roucy, fille de Ragenold ou Renaud de Roucy, comte de Roucy et de Reims et d'Albérade de Hainaut.
Il a 3 frères :
- Fromond († après 1016)[1] ;
- Bruno († après 1032), archidiacre de Sens, trésorier à Langres[1] ;
- Renaud († 1016 ou 1024), abbé de Sainte-Marie du Charnier[1].

## Mariage, descendance
Il épouse en 1023 une certaine Juvilla dont il a un fils, Fromond III,.
Le personnage de Fromond III résulte d'une erreur de datation d'une charte par l'archiviste Maximilien Quantin qui a pris le soin de rectifier lui-même son erreur. Elle continue néanmoins à prospérer en raison du succès de l'édition initiale du cartulaire de l'Yonne. 

## Biographie
Renard succède à son père Fromond II, à la mort de ce dernier en 1012. Il doit lutter, comme ses prédécesseurs, contre le pouvoir des puissants archevêques de Sens et hérite de l'inimité de l'archevêque Léothéric (ou Liéry) auquel son père s'était opposé durant son règne.
Il doit également lutter contre les visées du roi de France Robert II le Pieux qui profite de la querelle de succession de Bourgogne et de l'appel de Léothéric pour s'emparer de la ville le 22 avril 1015. Il parvient à s'échapper, tandis que son frère Fromond est capturé dans la Grosse tour qu'il défendait. Cette première série d'évènements se produit quand le roi Robert le Pieux achève de s'emparer du duché de Bourgogne au terme d'un longue guerre de treize années. Le pape et Cluny ont réclamé cette intervention. 
Renard II est la cible de Robert le Pieux, car il était allié de deux adversaires du roi : l'évêque Brunon de Langres, et le comte Eudes II de Blois. Pour l'archevêque de Sens, il s'agit d'affirmer la prééminence du prélat sur le comte à Sens. À défaut d'être fondées, les accusations d'hérésie à l'encontre de Renard II servent à justifier l'action militaire du roi, qui aurait pu inquiéter d'autres vassaux.  

### Les accusations d'hérésie contre Renard II
De nombreux stéréotypes circulent sur le comte, sous la plume de moine comme Raoul Glaber, ou dans des textes sénonais, comme l'Historia Francorum Senonensis (Histoire des Francs de Sens). Ces stéréotypes, comme le rapprochement entre Renard et le judaïsme, ou avec la folie, ont pour but notamment de justifier des accusations d'hérésie.

#### Hérésie et judaïsme
Des documents indiquent que Renard « aimait les Juifs et leurs coutumes au point qu'on l'avait surnommé le Roi des Juifs ». 
Raoul Glaber, dans ses Histoires, évoque la proximité du comte avec les juifs. Si l'on peut éventuellement y voir le rôle de protecteur des juifs dont le comte à la charge, il est plus probable qu'il s'agisse d'un effet rhétorique. Renard II est en effet accusé d'hérésie, par Raoul Glaber mais aussi par l'évêque Fulbert de Chartre. Or, Raoul utilise de vieux stéréotypes : d'une part, depuis l'Antiquité, les juifs sont parfois assimilés à l'hérésie ; et d'autre part, il décrit le manque de pitié de Renard II, stéréotype que l'on retrouve dans la description des juifs sous la plume de certains auteurs chrétiens. Le comte de Sens n'est donc probablement pas converti au judaïsme, mais en revanche, son comportement semble considéré comme déviant par Raoul. 

#### Hérésie et folie
La notion de folie, ou de maladie mentale (insania), fait également partie des stéréotypes qui circulent dans les accusations d'hérésie. Plusieurs auteurs chrétiens plus anciens ont fait ce rapprochement (Saint-Augustin, Bède le vénérable, Adon de Vienne). Toutefois, sous la plume de Raoul Glaber, Renard n'est pas décrit comme totalement malade, et sa folie peut être comprise comme une explication à sa déviance religieuse. Si le comte était fou, il était donc moins responsable de ses actes, ce qui pouvait justifier qu'il soit maintenu au pouvoir jusqu'à sa mort en 1055.

### Le rattachement du comté au domaine royal
Le comté est rattaché au domaine royal par le Roi mais un accord permet à Renard II de bénéficier de l'usufruit du comté jusqu'à sa mort. Malgré plusieurs tentatives et l'aide intéressée d'Eudes II de Blois, comte de Blois et de Troyes, son puissant voisin et allié, il échoue à récupérer ses possessions,. Il perd de ce fait Montereau-Fault-Yonne qui rejoint définitivement le futur comté de Champagne. 
Il meurt en 1055. 
Le comté revient à la Couronne. Toutefois, on constate que toute sa frange méridionale devient au plus tard en 1080 le comté de Joigny (avec La Ferté-Loupière et Brienon) ; qu'un large pan occidental (avec Château-Renard et Courtenay) forme la moitié de la seigneurie de Courtenay (citée vers les années 1100) ; que Montereau est définitivement perdu. La seigneurie de Trainel, dont le titulaire probable vers 980 tenait encore pour le comte de Sens, passe sous contrôle champenois avant 1090, et intègre un espace appartenant au diocèse de Sens de Foissy à La Motte-Tilly, et sans doute de ce fait au comté de Sens.